# Retaule de la Transfiguració (Martorell)

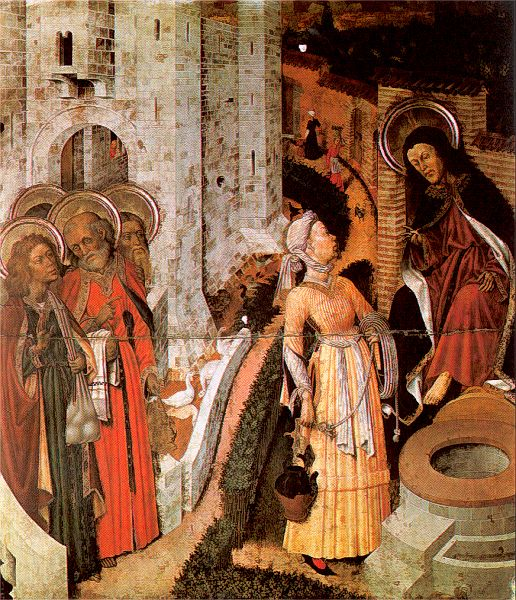
Jesús i la samaritana, escena del Retaule de la Transfiguració de Bernat Martorell

El Retaule de la Transfiguració és un quadre de Bernat Martorell dipositat a la Catedral de Barcelona, el qual fou pintat en 1445-1452.

## Context històric
Bernat Martorell era fill d'un carnisser de Sant Celoni, poble on va néixer cap a l'any 1400. El 1427 era ja un pintor establert a Barcelona, on gaudia d'un sòlid prestigi professional. L'any 1424 havia mort Lluís Borrassà i el 1431 morí Joan Mates, deixant Bernat Martorell convertit en el principal pintor de la Barcelona dels anys trenta i quaranta del segle xv. La cort era lluny, perquè Alfons el Magnànim fixà la seua residència a Nàpols, però les actives relacions de Barcelona amb Itàlia, França i Flandes marquen una època de refinament en tota la cultura. Circulen llibres de cavalleries i novel·les franceses i italianes, i l'ambient internacional i bigarrat del París de la Guerra dels Cent Anys troba ressò en la literatura catalana dins les substancioses pàgines de l'Espill de Jaume Roig. Fou en aquesta època que Martorell pintà el Retaule Major de la Catedral de Lleida (avui perdut), el Retaule Major de Santa Maria del Mar (cremat al juliol del 1936) i diverses obres per a la catedral de Barcelona, entre les quals aquest magnífic Retaule de la Transfiguració.

## Descripció
És un retaule tardà farcit de compartiments magnífics i que recull les millors pintures tardanes de Martorell. Les escenes de La multiplicació dels pans i els peixos, Les noces de Canà i Jesús i la Samaritana recullen, segons els experts, tota la saviesa i el mestratge del pintor en la darrera etapa de la seua carrera.
El més notable d'aquesta pintura al tremp sobre fusta és el realisme i la minuciositat amb què es descriu l'escenari de les diferents accions. El fragment de Jesús i la samaritana, per exemple, representa la trobada de Jesús amb la samaritana a la vora d'un pou. La dona acaba de treure aigua amb un càntir penjat d'una corda i mira amb sorpresa el jueu Jesús, que li demana aigua, perquè els jueus i els samaritans no es parlaven. Un grup de deixebles que tornen de la ciutat on han anat a comprar provisions, assisteix a l'escena. Hom pot veure l'aigua del fossat que envolta les muralles, amb ocells que hi neden, i el camí que serpenteja entre el fossat i les tàpies dels horts i jardins extramurs, amb una dona amb una criatura agafada de la mà que s'encreua amb una altra precedida d'un gosset i amb el cistell de la compra sobre el cap. El gran protagonista de la pintura de Martorell és la llum (en aquest cas directa), sense penombra, perquè la caiguda vertical del sol de l'estiu mostra els personatges i els objectes retallats. És de destacar que aquest paisatge en concret ha eliminat els habituals fons d'or.